# Paul Chemetov
Pour les articles homonymes, voir Chemetov.
Paul Chemetov, né le 6 septembre 1928 à Paris et mort le 17 juin 2024 dans la même ville, est un architecte et urbaniste français.

## Biographie
Né dans le 16e arrondissement de Paris, Paul Chemetov est le fils de Tamara Lvovna Blumine et du dessinateur Alexandre Chemetoff, d'origine russe. Durant la Seconde Guerre mondiale, la famille quitte Paris, Tamara étant juive et Alexandre refusant de travailler pour le régime de Vichy.
Étudiant, Paul Chemetov rénove la maquette du journal Clarté, l'organe de presse de l'Union des étudiants communistes, avec Jean Schalit. Entré en 1946 à l'École nationale supérieure des beaux-arts, il en sort diplômé en 1959, après avoir travaillé auprès d'André Lurçat, de Jean Badovici et de Guillaume Gillet. En 1961, il intègre l'Atelier d'urbanisme et d'architecture (AUA), fondé l'année précédente par Jacques Allégret. En 1998, il s'associe à Borja Huidobro pour créer l'atelier C+H+.
De 1982 à 1987, Paul Chemetov devient membre du comité directeur puis vice-président du Plan Construction. Parallèlement, il enseigne à l'École nationale des ponts et chaussées jusqu'en 1989, puis à l'École polytechnique fédérale de Lausanne entre 1993 et 1994. En 2009, il devient co-président du comité scientifique du Grand Paris.
Il meurt le 17 juin 2024 à l'âge de 95 ans à son domicile situé au no 12 rue de l'Épée-de-Bois,, dans le 5e arrondissement de Paris.

## Distinctions

### Prix
- Grand prix national de l'architecture (1980)[1]

### Décorations
- Commandeur de la Légion d'honneur (2016)[6]
- Officier de l'ordre des Arts et des Lettres[1]
- Officier de l'ordre national du Mérite[1]

## Principales réalisations

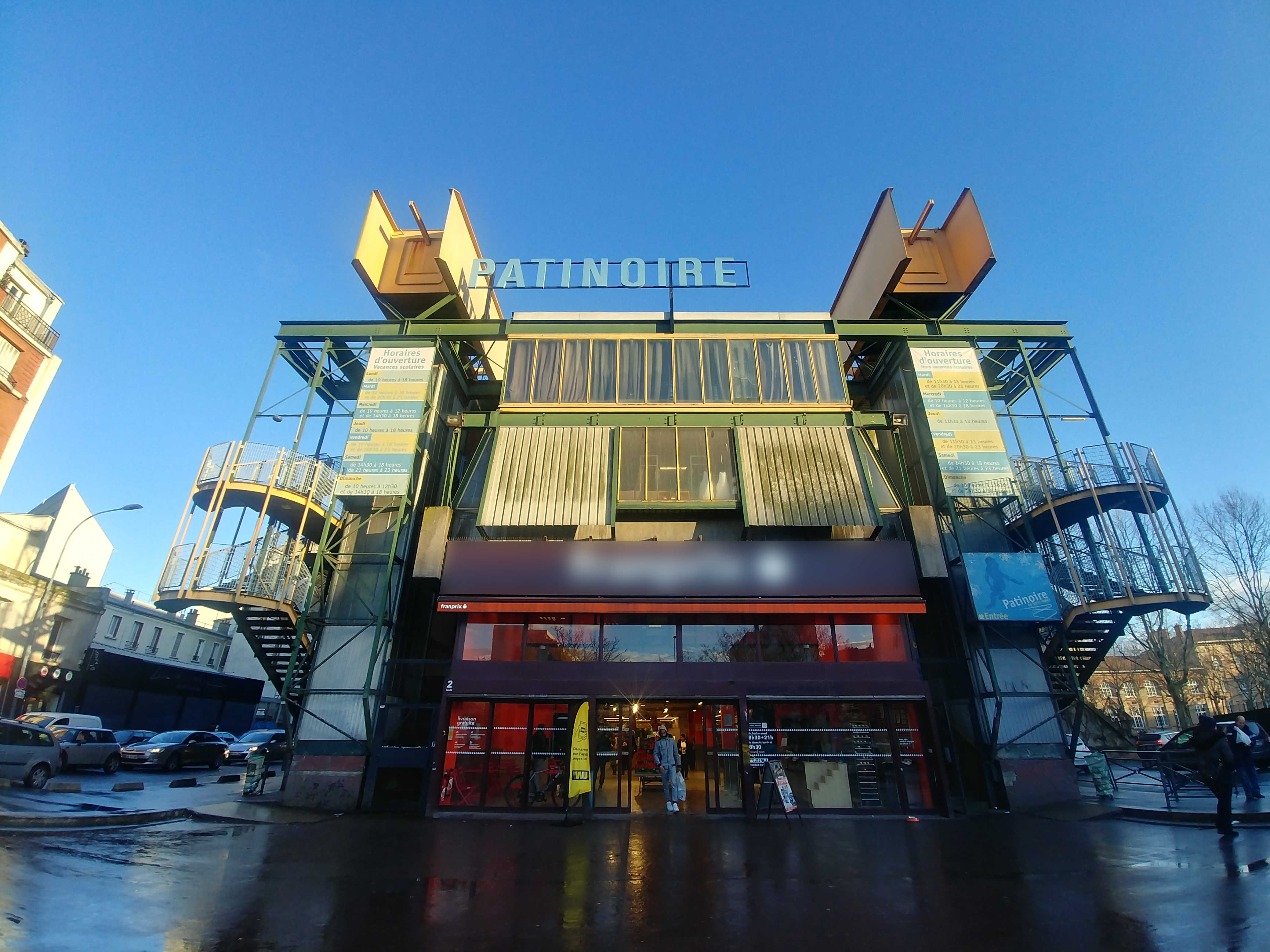
La patinoire de Saint-Ouen-sur-Seine.

- 1962 à 1972 : bâtiments publics et logements à Vigneux-sur-Seine (bâtiment de la CPAM[7]), Romainville, La Courneuve, Bagnolet, Pantin, Corbeil, Sucy-en-Brie, Villejuif, Épinay-sur-Seine et Châtillon-Malakoff
- 1967 à 1970 : village de vacances Le Graffionier du comité d’entreprise d’Air France à Gassin, avec Jean Deroche, restructuré en 1988[8]
- 1975 : (tour Cara)[9],[10] ; 1978, 1980 puis 1983 : opérations à Saint-Ouen (Seine-Saint-Denis) (primées en 1980)
- 1978 à 1983 : opérations à Antony (quartier des Morins)
- 1981-1988 : nouveau ministère français de l'Économie et des Finances à Paris Bercy, 12e arrondissement, avec Borja Huidobro[1]
- 1982-1985 : ambassade de France à New Delhi (Inde), avec Borja Huidobro[1]
- 1983 : Le Ruban Bleu, ensemble immobilier de 300 logements, à Reims
- 1983 : Immeuble Chemetov (HLM) au 5, promenade du Marquis-de-Raies, quartier du Canal à Courcouronnes (Essonne), détruit[11],[12]
- 1985 : 2e partie des Halles de Paris et aménagement des jardins[1]
- 1989-1994 : réhabilitation de la grande galerie de l'évolution du Muséum national d'histoire naturelle, avec Borja Huidobro[1]
- 1992 : aménagement des espaces publics de la ligne T1 du tramway d'Île-de-France entre Bobigny et Saint-Denis
- 1994 : bibliothèque-médiathèque, Évreux, avec Borja Huidobro[1]
- 1998-2001 : réhabilitation du site de L'Illustration à Bobigny pour le compte de l'Université Paris 13 (IUT de Bobigny), avec Borja Huidobro.
- 1999 : projet An 2000 pour la « réalisation » de la Méridienne verte (suivant le tracé imaginaire du méridien de Paris mesuré en 1799) ; plantation de 10 000 arbres de Dunkerque à Barcelone
- 2000 : bibliothèque-médiathèque municipale, Montpellier[13], avec Borja Huidobro[1]
- 2001 : palais omnisports Les Arènes, Metz, avec Borja Huidobro[1]
- 2001 : bibliothèque municipale, Châlons-en-Champagne
- 2001 : médiathèque de Rueil-Malmaison
- 2007 : rénovation de l'intérieur de l'Hôtel des Postes de Chartres[14]
- 2012 : complexe sportif et culturel le Vendéspace à La Roche-sur-Yon (Vendée)
- 2012 : immeuble de logements allée Belle-Croix à Ivry-sur-Seine (Val-de-Marne)

Un certain nombre de ses oeuvres sont détruites ,,,. D'autres sont menacées à la demande des pouvoirs publics, parfois soutenus par la population, mais leur démantelement se heurte à des obstacles juridiques,